# ФК Валедупар
ФК Валедупар (на испански: Valledupar F.C.) е бивш колумбийски футболен отбор от Валедупар, департамент Сесар. Основан е на 15 ноември 2003 г. и от 2004 г. участва в Категория Примера Б, където има едно второ място през 2006 г.

## История
През 2006 г. отборът е близо до влизане в Категория Примера А. Тъй като Ла Екидад завършва на първо място и в двете финални групи на турнирите Апертура и Финалисасион, финиширалите втори Валедупар и Кортулуа се срещат помежду си, за да определят вицешампиона и с това и отбора, който се класира за баража за влизане в елитната дивизия. Валедупар печели с общ резултат 3:2, но на баража губи от Атлетико Уила с общ резултат 3:0.

## Успехи
- Категория Примера Б:
  - Вицешампион (1): 2006

## Рекорди
- Най-голяма победа: 8:0 срещу Университарио де Попаян, 21 април 2013 г.
- Най-голяма загуба: 7:0 срещу Реал Сантандер, 2 юни 2010 г.